# Matsumuraeses
Matsumuraeses is een geslacht van vlinders van de familie bladrollers (Tortricidae), uit de onderfamilie Olethreutinae.

## Soorten
- M. acrocosma Diakonoff, 1971
- M. elpisma Diakonoff, 1972
- M. felix Diakonoff, 1972
- M. melanaula (Meyrick, 1916)
- M. monstruosana Kuznetsov, 1962
- M. ochreocervina (Walsingham, 1900)
- M. phaseoli (Matsumura, 1900)
- M. tetramorpha Diakonoff, 1972
- M. ussuriensis (Caradja, 1916)
- M. vicina Kuznetsov
- M. xantholoba Diakonoff, 1972